# کومبرن

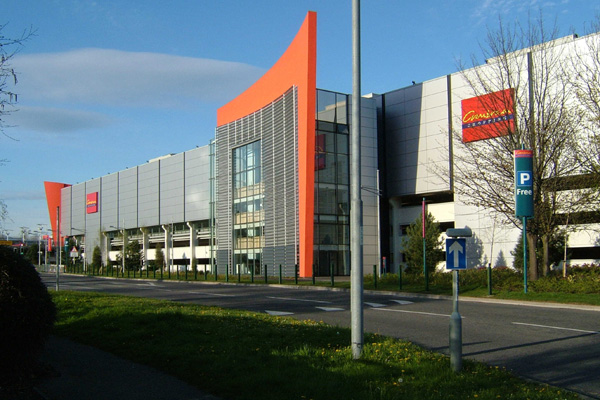
نمایی از مرکزخرید کومبرن در منطقهٔ تیس‌ساید، ولز - ۲۰۰۸

کومبرن (به انگلیسی: Cwmbran) شهری در منطقهٔ تیس‌ساید کشور ولز است که این کشور خود بخشی از بریتانیا محسوب می‌شود. این شهر در سال ۱۹۹۱ میلادی ۴۶٫۰۲۱ نفر جمعیت داشته و در سرشماری سال ۲۰۰۱ جمعیت آن به ۴۷٫۲۵۴ نفر رسیده‌است. میزان رشد سالانهٔ جمعیت کومبرن ‎۰٫۵۵ درصد می‌باشد و جمعیت این شهر در سال ۲۰۱۲ به ۵۰٫۱۸۲ نفر تغییر یافت.